# Vlag van Laos

Vlag van Laos (ratio 2:3)

De vlag van Laos bestaat uit drie horizontale banen: een brede blauwe tussen twee smallere rode. In het midden van de  blauwe baan staat een witte cirkel. De huidige vlag is aangenomen op 2 december 1975.

## Symboliek
De rode kleur in de vlag staat voor het bloed dat tijdens de onafhankelijkheidsstrijd is gevloeid; het blauw staat voor de rijkdom van het land. De witte cirkel symboliseert de maan die over de Mekong-rivier schijnt én de eenheid van het land onder de communistische regering.

## Ontwerp
De vlag heeft een hoogte-breedteverhouding van 2:3. Van de hoogte wordt de helft door de blauwe baan ingenomen; de andere helft is gelijk verdeeld over de twee rode banen. De diameter van de witte cirkel neemt tachtig procent van de hoogte van de blauwe baan in.
In de praktijk is het blauw op veel vlaggen lichter dan op de afbeelding in dit artikel.

## Geschiedenis
Laos was tussen 1893 en 1952 een protectoraat van Frankrijk en gebruikte toen een rode vlag met een witte driekoppige olifant, de god Airavata. De witte olifant is in het zuidoostelijk deel van Azië een koninklijk symbool. De drie hoofden verwijzen naar de voormalige koninkrijken Vientiane, Luang Prabang, en Champassak. De olifant staat op een voetstuk, dat de wet symboliseert. Boven hem wordt een paraplu van negen lagen afgebeeld; dit is een (koninklijk) symbool dat naar de voor boeddhisten heilige berg Meru verwijst. In het kanton van deze vlag staat de vlag van Frankrijk.
In 1952 werd Laos onafhankelijk. Het land bleef tot de aanname van de huidige vlag in 1975 dezelfde vlag voeren, maar dan zonder Franse vlag in het kanton.
In de praktijk werden de olifanten ook op andere wijze afgebeeld, bijvoorbeeld met rode in plaats van zwarte lijnen. Of de vlaggen die hier rechts afgebeeld staan volgens de officiële richtlijnen zijn opgesteld is niet bekend.